# Clipper (mechero)

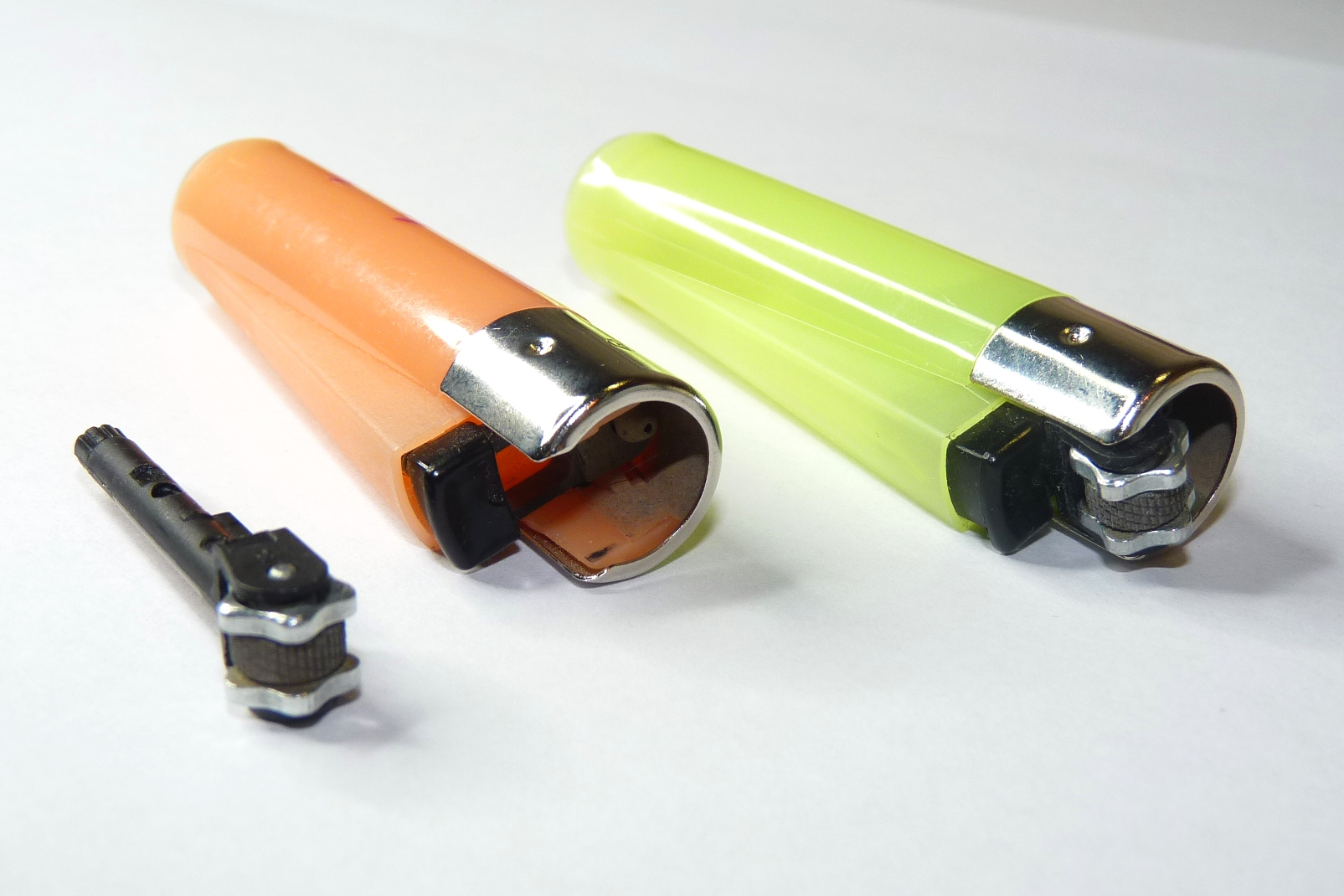
Encendedor Clipper; a la izquierda, la tuerca desmontada que contiene la piedra de encendido.

Clipper es la marca de un tipo de encendedor de gas butano que nace en Barcelona en 1970, por un diseño de Enric Sardà y fabricado por Flamagas S.A, marca fundada en 1959. Se estima que en 2011 se producían unos 200 millones de unidades al año, la mayoría en una fábrica cerca de Barcelona, y el resto en Chennai (India) y en Shanghái (China) entre otros lugares del mundo.
La gran ventaja del mechero Clipper es que es recargable y su piedra sustituible, utilizando un original sistema que consiste en un elemento tubular, separado del tanque de gas, que se puede extraer y contiene rodillo, resorte y piedra.
Es un encendedor muy conocido por los consumidores de tabaco de liar y cannabis, ya que la pieza ya citada que contiene la piedra resulta idónea para prensar el contenido del cigarro o el porro una vez liado. Además, si el mechero se inclina mientras está encendido, el tamaño de su llama aumenta, lo cual resulta útil para encender pipas, bongs o velas.[cita requerida]

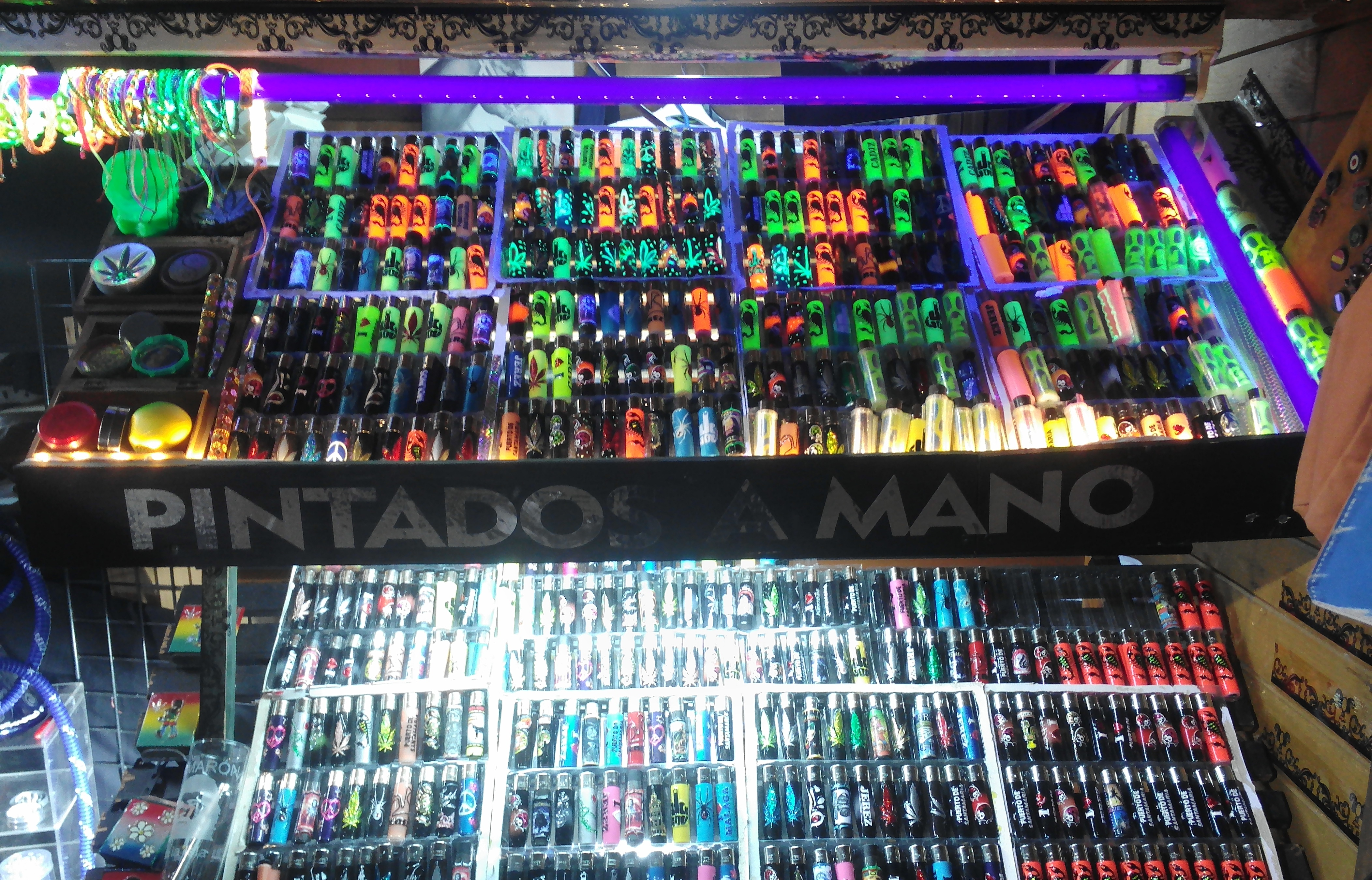
Encendedores Clipper a la venta

Los mecheros Clipper son objeto de colección debido a que los hay de diferentes tamaños, diseños y series, e iba especialmente dirigido a los jóvenes. Su éxito de ventas se debe a que además podían incluir mensajes publicitarios o decorar los encendedores según el gusto del consumidor.